# 伊斯纳普尔
伊斯纳普尔（Isnapur），是印度安得拉邦Medak县的一个城镇。总人口7564（2001年）。

## 人口
该地2001年总人口7564人，其中男性4043人，女性3521人；0—6岁人口1124人，其中男555人，女569人；识字率59.39%，其中男性为68.46%，女性为48.96%。